# 야스워

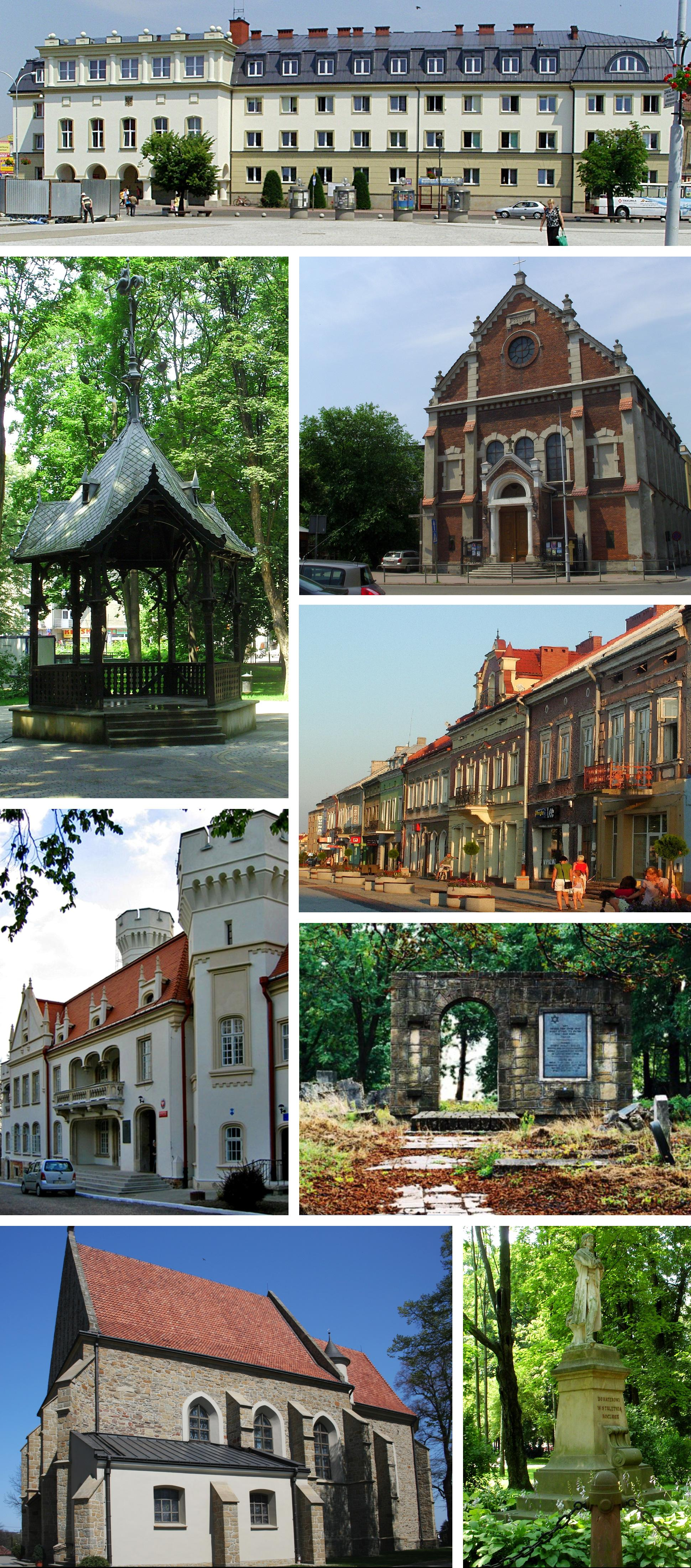
야스워

야스워(폴란드어: Jasło)는 폴란드 남동부 포트카르파츠키에주에 위치한 도시로 면적은 36.52km2, 높이는 225 ~ 380m, 인구는 36,641명(2012년 기준), 인구 밀도는 1,000명/km2이다.
13세기 중반부터 마을이 형성되었으며 1366년 4월 23일 카지미에시 3세 국왕에 의해 마그데부르크법에 명시된 도시 지위를 부여받았다.

시기
시 문장

## 자매 도시
- 헝가리 머코
- 슬로바키아 트레비쇼우
- 슬로바키아 바르데요우
- 우크라이나 트루스카베츠
- 체코 호도닌
- 이탈리아 캄포삼피에로